# 月光 (日本の音楽グループ)
月光（げっこう）は、日本の音楽グループ。2014年結成。

## メンバー
- 田中裕希（たなか ゆき、12月31日生まれ）
ボーカル　月光の作詞、一部の楽曲の作曲を行う。
北海道網走郡大空町の出身。
月光結成以前はアイドルグループ「Doll☆Elements」のバックバンドとして活動していた。
モデルの根本弥生は月光の路上ライブを偶然見かけファンになり以降親交が深い。
- 齋藤知輝（さいとう ともき、8月23日生まれ ）
ボーカル・ギター　月光の作詞、ほとんどの楽曲の作曲を行う。
広島県広島市の出身。高校時代には4人組バンド、ピックスティックのボーカルギターとしてテレビ朝日系列の「ストリートファイターズ」内のバンドコンテスト、Hジェネ祭りにて2度全国大会に出場。月光結成以前はドリーミュージックに所属し楽曲提供やアイドルグループ「Doll☆Elements」のバックバンドとして活動していた。

## 概要
- 2014年結成。渋谷ハチ公前を拠点にストリートライブを行っている。またストリートの手売りのみでワンマンライブを定期的に成功させている。
- 80年代から90年代の日本の音楽に大きな影響を受けている。

## ディスコグラフィー

### テレビ
- テレビ朝日系 「お願いランキング」シンパイの神 おせっかいは承知のうえ

### ラジオ
- TOKYO FM 「井上昌己のprecious moment」
- FM 西東京「WEEKLY MUSIC TOP20」